# Eußenheim
Eußenheim är en kommun och ort i Landkreis Main-Spessart i Regierungsbezirk Unterfranken i förbundslandet Bayern i Tyskland.